# ディエゴ・ルビオ
ディエゴ・イヴァン・ルビオ・コストナー（Diego Iván Rubio Köstner, 1993年5月15日 - ）は、チリの首都・サンティアゴ出身のサッカー選手。メジャーリーグサッカー・コロラド・ラピッズ所属。ポジションはFW。

## 経歴
2005年からチリのウニベルシダ・カトリカのユースチームでキャリアをスタートさせた。2007年にCSDコロコロに移籍し、2011年にトップチームに昇格した。2月14日、ウニオン・サン・フェリペ戦でデビューを果たした。
2011年7月5日、ポルトガルのスポルティングCPに5年契約で移籍した。
2013年9月2日、ルーマニアのCSパンドゥリイ・トゥルグ・ジウへ期限付き移籍した。
2014年2月3日、ノルウェーのサンドネス・ウルフへ期限付き移籍した。
2015年8月31日、スペインのレアル・バリャドリードに移籍した。
2016年3月8日、アメリカ合衆国のスポルティング・カンザスシティへ期限付き移籍した。同年9月1日に完全移籍した。
2019年、コロラド・ラピッズに移籍した。

## 代表歴
チリ代表として2011年5月31日、コパ・アメリカ2011メンバー選考となる28人に選ばれ初招集された。6月23日、コパ・アメリカ前のパラグアイ代表戦でデビューを果たした。